# Ruotbert van Trier
Ruotbert van Trier (overleden 19 mei 956 te Keulen) was van 931-956 aartsbisschop van het aartsbisdom Trier.

## Leven
Lang werd er verondersteld dat Ruotbert een broer van Mathilde van Ringelheim, de echtgenote van koning Hendrik de Vogelaar, was. In recent onderzoek wordt dit echter door Eduard Hlawitschka betwijfeld. Men denkt nu dat hij uit Lotharingen stamt en een broer van de eerste echtgenote van Karel de Eenvoudige, Frederune was. Tevens zou bisschop Ansfried van Utrecht (bisschop van 995-1010) zijn neef zijn geweest. In het jaar 931 werd Ruotbert tot aartsbisschop van Trier benoemd. Kort daarna werd hij door koning Hendrik I aangesteld tot aartskanselier van Lotharingen. Van 937-951 is hij aartskanselier en aartskapelaan van Otto I de Grote.
Vanaf 940 werd hij als kanselier van Lotharingen in toenemende mate vervangen door de broer van Otto I, Bruno de Grote (Bruno van Saksen, de kanselier van het gehele Heilige Roomse Rijk en aartsbisschop van Keulen).
De focus van zijn beleid lag in het westen van het rijk. Hierdoor raakte hij in conflict met kwam met Koenraad de Rode, de hertog van Lotharingen. In 944 werd Ruotbert door Koenraad de Rode van ontrouw aan Otto I beschuldigd.
Hij speelde een belangrijke rol in de strijd (946-948), wie de positie van bisschop van Reims mocht innemen. Hij stond daarbij aan de kant van aartsbisschop Artald van Reims. In het kader van dit conflict bewerksteligde Ruotbert in 946 de teruggave van de Abdij van Sint-Servaas in Maastricht aan het bisdom Trier.
In 951 nam hij deel aan de eerste Italiaanse campagne van Otto I.
Hij bevorderde een nieuwe bloeitijd voor de abdij van Mettlach en de Sint-Maximinusabdij in Trier.
Op 9 september 955 wijdde hij de herbouwde Zuidkerk van het Trierse domcomplex in. Deze was in 882 bij een aanval van Vikingen op Trier verwoest. Hij overleed tijdens de Keulse hofdag van 956 aan de gevolgen van de pest. Zijn lichaam werd in Trier in de toen nieuwe Zuidkerk begraven, waar het met aan zekerheid grenzende waarschijnlijkheid in 1950 werd teruggevonden.

## Voetnoten
1. ↑  Martin Persch, BBKL band 8, bladzijden 1012-1013
2. ↑  (de)  Eduard Hlawitschka, Kontroverses aus dem Umfeld König Heinrichs I. Gemahlin Mathilde, in Ernst-Dieter Hehl, Deus qui mutat tempora: Menschen u. Institutionen im Wandel d. Mittelalters ; Festschr. für Alfons Becker zu seinem 65. Geburtstag, Thorbecke, Sigmaringen, 1987, ISBN 3-7995-7054-3
3. ↑  Thietmar van Merseburg, Chronicon, Werner Trillmich ed. en vert. (Ausgewählte Quellen zur Deutschen Geschichte des Mittelalters. Freiherr vom Stein-Gedächtnisausgabe. Band IX), Berlijn, s.d., 148.

- Gemeinsame Normdatei: 136197590
- Virtual International Authority File: 80584040